# John Galt

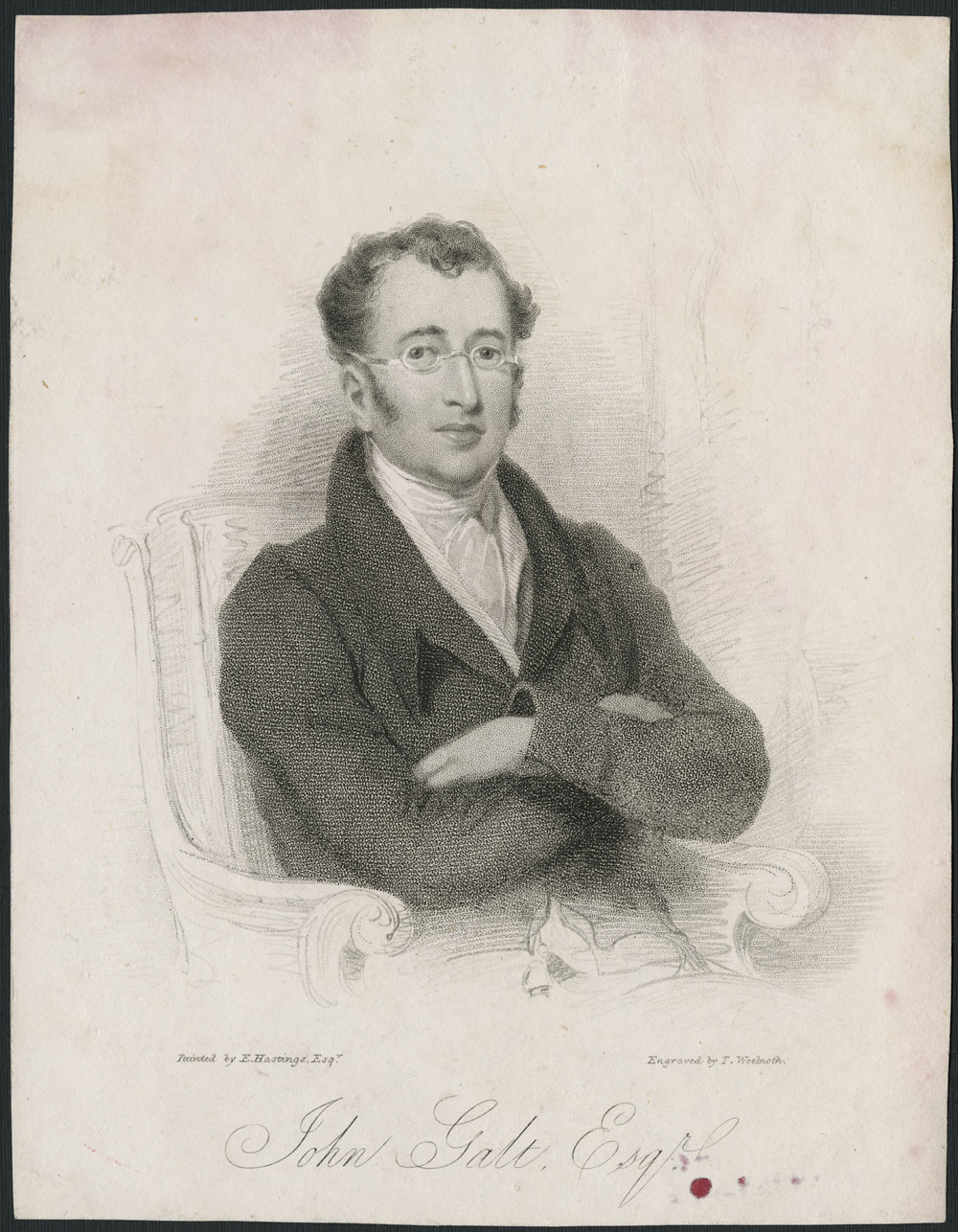
John Galt (Lithographie, 1824)

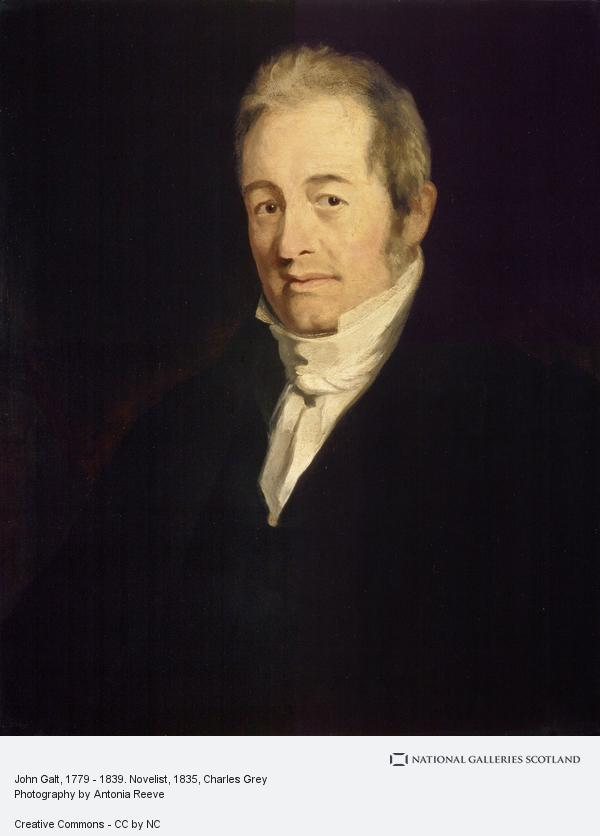
John Galt, porträtiert von Charles Grey 1835 (National Galleries Scotland)

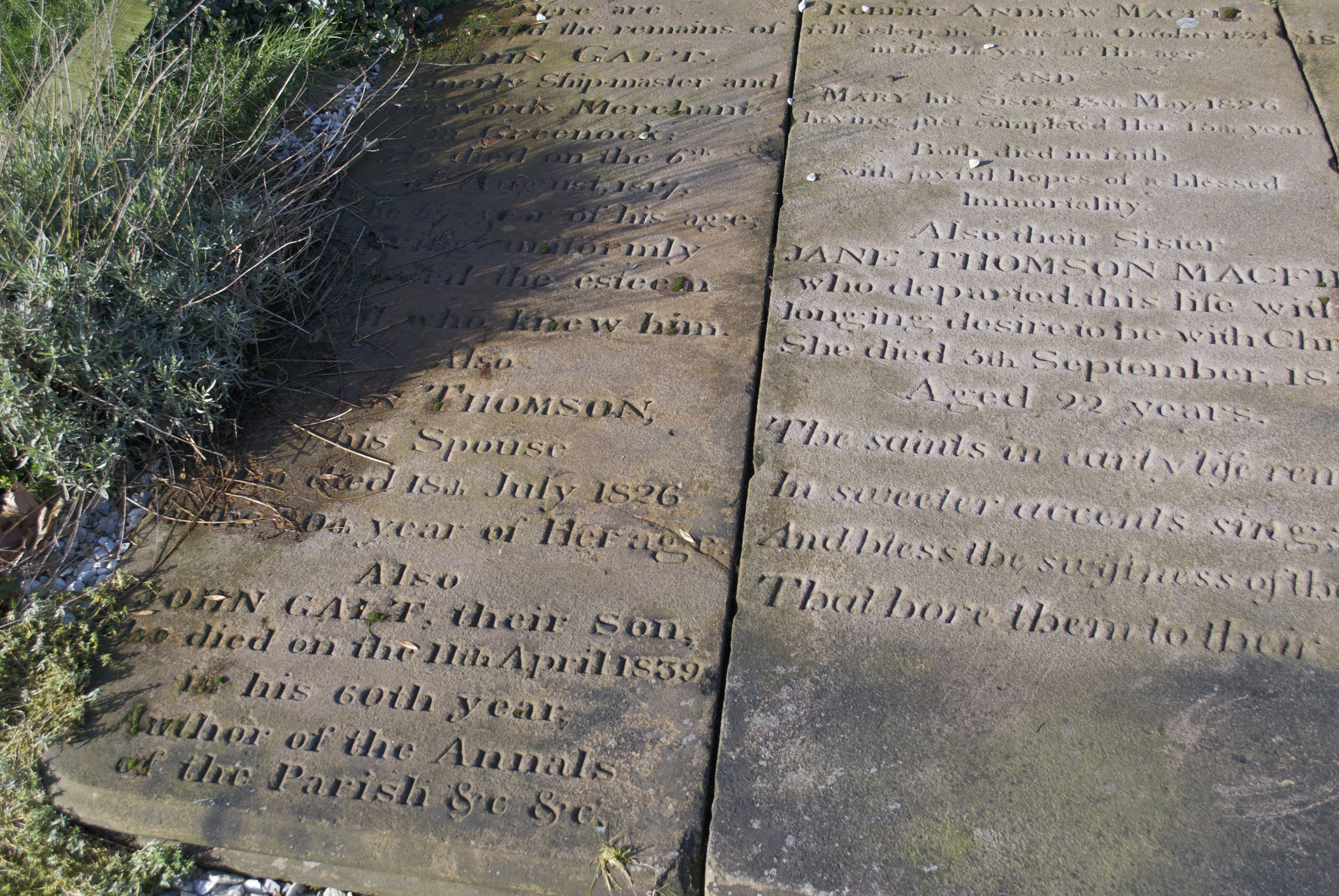
Familiengrab der Galts auf dem Old Greenock Cemetery; John Galt ist unten links genannt.

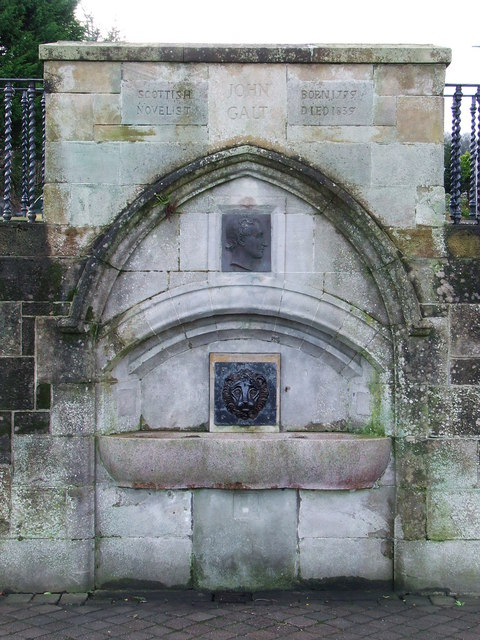
John Galt-Gedächtnisbrunnen, Greenock Esplanade

John Galt (* 2. Mai 1779 in Irvine; † 11. April 1839 in Greenock) war ein schottischer Schriftsteller. In mehreren Büchern und Beiträgen zu Zeitschriften verwendete er die Pseudonyme Rev. T. Clark, Robin Goodfellow, Thomas Duffle und Capt. Samuel Prior. Von Zeitgenossen wurde er auch der englische Jean Paul genannt.

## Leben
Galts Vater war Marinekapitän. Die Familie zog 1789 nach Greenock, wo er seine Schulbildung erhielt und später seine ersten Essays für lokale Zeitschriften schrieb. 1804 ging Galt nach London, wo er ab 1809 Jura studierte (nachdem er sich, erfolglos, als Kaufmann versucht hatte). Er reiste viel und war u. a. mit Lord Byron befreundet, den er zuerst in Gibraltar kennengelernt hatte.
Von 1824 bis 1829 lebte er in Kanada, wo er die Canada Company gründete. Nach einem Streit mit Gouverneur Peregrine Maitland wurde er jedoch inhaftiert und zog 1833 zurück nach Greenock, Schottland, wo er 1839 verstarb.
Seit seiner Rückkehr aus Kanada erarbeitete sich Galt seinen Lebensunterhalt fast ausschließlich durch Buchveröffentlichungen, was die erstaunliche Quantität seiner Publikationen erklärt. Während seiner letzten Jahre in Schottland litt Galt unter den Folgen mehrerer Schlaganfälle, wodurch er körperlich teils gelähmt und sehr eingeschränkt war. Galt war seit 1814 mit Elizabeth Tilloch, der Tochter des schottischen Journalisten Alexander Tilloch (1759–1825), verheiratet; aus der Ehe gingen drei Söhne hervor.
Er gilt, neben Walter Scott, als einer der bedeutendsten schottischen Romanautoren der ersten Hälfte des 19. Jahrhunderts.
Galts Adresse in London waren die Cartwright Gardens.

## Werke
Eine relativ vollständige Übersicht liegt vor in Tim Sauer: A Descriptive Bibliography of the Works of John Galt, 1998 (Reformatted for PDF 2017)

### Historisches und Biographisches
- 1812: Cursory Reflections on Political and Commercial Topics, as Connected with the Regent's Accession to the Royal Authority. C.J. Barrington
- 1812: The Life and Administration of Cardinal Wolsey. London: T. Cadell & W. Davies (Google)
  - Dritte, erweiterte Ausgabe 1846 (posthum): Life of Cardinal Wolsey. Third Edition, with Additional Illustrations from Cavendish's Life of Wolsey, and Other Sources. London: David Bouge (Google)
- 1816: The Life and Studies of Benjamin West, Esq., President of the Royal Academy of London, Prior to his Arrival in England; Compiled from Materials Furnished by Himself. London: Nichols, Son and Bentley (Google)
  - Neuausgabe 1820: The Life, Studies and Works of Benjamin West
  - Amerikanische Ausgabe 1831. The Progress of Genius, or Authentic Memoirs of the Early Life of Benjamin West, Esq., President of the Royal Academy, London. Compiled from Materials Furnished by Himself. Abridged for the Use of Young Persons, by a Lady. Boston: Leonard C. Bowles (Hathitrust) / Zweite Ausgabe 1832
- 1819 [als Robin Goodfellow]: The History of Gog and Magog, the Champions of London; Containing an Account of the Origins of many Things relative to the City. A Tale. London: J. Souter (Google)
- 1820 (anonym): George the Third, His Court, and Family. 2 Bände. London: Henry Colburn (Google: Band I – Band II)
  - Zweite Ausgabe 1824 (anonym): George the Third, His Court, and Family. A New Edition. 2 Bände. London: Henry Colburn (Google: Band I – Band II)
- 1830: The Life of Lord Byron. London: Heny Colburn and Richard Bentley (Google)[4]
  - Zweite Ausgabe 1830: London: Heny Colburn and Richard Bentley (Google)
  - Vierte Ausgabe 1830. London: Heny Colburn and Richard Bentley (Google) Nachgedruckt 1832.
- 1831: The Lives of the Players. 2 Bände. London: Heny Colburn and Richard Bentley (Google: Band I – Band II)
  - Amerikanische Ausgabe in 2 Bänden. Boston: Frederic S. Hill (Google: Band I – Band II)
- 1832: The Member: An Autobiography. London: James Fraser (Hathitrust)
- 1832: The Radical. An Autobiography. London: James Fraser (Google)
- 1833: The Autobiography of John Galt. 2 Bände. London: Cochrane and McCrone (Google: Band I – Band II)
- 1834: The Literary Life, and Miscellanies, of John Galt. 3 Bände. Edinburgh: William Blackwood (Google: Band I – Band II – Band III) [Autobiographische Schriften]

### Reiseberichte und -anthologien
- 1812: Voyages and Travels in the Years 1809, 1810, and 1811; Containing Statistical, Commercial, and Miscellaneous Observations on Gibraltar, Sardinia, Sicily, Malta, Serigo, and Turkey. London: T. Cadell and W. Davies (Google)
  - Second Edition 1813 (Google)
- 1813: Letters from the Levant; Containing Views of the State of Society, Manners, Opinions, and Commerce, in Greece, and Several of the Principal Islands of the Archipelago. Inscribed to the Prince Koslovsky. London: T. Cadell and W. Davies (Google)
- 1820 [als Rev. T. Clark]: A Tour of Asia. Comprising the Most Popular Modern Voyages and Travels; with Introductory Remarks on the Character and Manners of Various Asiatic Nations. Adapted for Schools and Young People. London: J. Souter 1820
  - Zweite Ausgabe [als Rev. T. Clark]: A Tour of Asia. Abridged from the Most Popular Modern Voyages and Travels; with Introductory Remarks on the Character and Manners of Various Asiatic Nations. Adapted for Schools and Young People. Second Edition. London: J. Souter o. J. (Google)
- 1820 [als Rev. T. Clark]: A Tour of Europe. Compiled from the Best Works of Modern Travellers; Illustrated with Maps and Engravings. London: J. Souter
- 1820 [als Rev. T. Clark]: The Wandering Jew: or The Travels and Observations of Hareach the Prolonged. Comprehending a View of the most distinguished Events in the History of Mankind since the Destruction of Jerusalem by Titus. With a Description of the Manners, Customs, and Remarkable Monuments, of the Most Celebrated Nations. Interspersed with Anecdotes of Celebrated Men of Different Periods. Compiled from a MS. supposed to have been written by that Mysterious Character. London: John Souter (Google)
  - Dritte Ausgabe: The Travels and Observations of Hareach, the Wandering Jew. Comprehending a View of the most distinguished Events in the History of Mankind since the Destruction of Jerusalem by Titus (…) Third Edition, revised and improved, with many valuable additions. London: J. Souter o. J.
- 1820 [als Samuel Prior]: All the Voyages Round the World, From the First by Magellan in 1520, to that of Krusenstern in 1807. With Seventy-Two Engravings, Chiefly from the Original Works, and a Chart of the World. Now First Collected, by Captain Samuel Prior. London: Sir Richard Phillips and Co. (Hathitrust)
  - Neuausgabe 1821 [als Samuel Prior]: All the Voyages Round the World, From the First by Magellan in 1520, to that of Freycinet in 1820. With Seventy-Two Engravings, Chiefly from the Original Works, and a Chart of the World. Now First Collected, by Captain Samuel Prior.a New Edition. London: Sir Richard Phillips and Co. (archive)
  - Deutsche Ausgabe in zwei Bänden 1822: Sämmtliche Reisen um die Welt, von Magellan bis auf unsere Zeiten. Nach dem Englischen des Herrn Samuel Prior. Jena: Bran'sche Buchhandlung (Google: Band I – Band II)
  - Amerikanische Ausgabe 1844. New York William H. Colyer (Google ≈ archive)

- 1823 [als Samuel Prior]: The Universal Traveller, Containing the Popular Features and Contents of the Best Modern Travels, in the Four Quarters of the World. London:  Sir Richard Phillips and Co. (Hathitrust)

### Romane und Erzählungen
- 1815: The Majolo. A Tale. 2 Bände. London: Henry Colburn
- 1820: The Earthquake. A Tale. 3 Bände. Edinburgh: William Blackwood (Google: Band I – Band II – Band III)
  - Amerikanische Ausgabe in 2 Bänden. New York: W.B. Gilley (Google: Band I – Band II)
- 1820: Glenfell; or, Macdonalds and Campbells, an Edinburgh Tale of the Nineteenth Century. London: Sir Richard Phillips and Co.
- 1821: Annals of the Parish; or, The Chronicle of Dalmailing
  - Amerikanische Ausgabe 1821: Annals of the Parish; or, The Chronicle of Dalmailing, during the Ministry of Rev. Micah Balwhidder, Written by Himself. Arranged and Edited by the Author of the Ayrshire Legatees. Philadelphia: M. Carey & Sons (Hathitrust)
  - Zweite Ausgabe 1822: Annals of the Parish; or The Chronicle of Dalmailing; During the Ministry of the Rev. Micah Balwhidder. Written by Himself. Second Edition. Edinburgh: William Blackwood / London: T. Cadell (Google)
- 1821: The Ayrshire Legatees; or, The Pringle Family. Edinburgh: William Blackwood / London: T. Cadell (Google) [zuerst erschienen in Blackwoods Edinburgh Magazine]
  - Neuausgabe 1868 mit einer Kurzbiographie des Verfassers: The Annals of the Parish and the Ayrshire Legatees. New Edition. With Memoir of the Author. Edinburgh – London: William Blackwood and Sons (Google)
- 1822: Sir Andrew Wylie, of That Ilk. Edinburgh: William Blackwood (Hathitrust: Band I – Band II – Band III)
  - Zweite Ausgabe in 3 Bänden 1822. Edinburgh: William Blackwood / London: T. Cadell (Google: Band I – Band II – Band III)
  - Neuausgabe 1841 (posthum), in einem Band. Edinburgh: William Blackwood and Sons (Google)
- 1822: The Steam-Boat. Edinburgh: William Blackwood / London: T. Cadell (Hathitrust) (archive)
  - Amerikanische Ausgabe 1823. New York: J. and J. Harper (Google)
  - Deutsche Ausgabe 1826: Das Dampfschiff. Aus dem Englischen übertragen von C.v.S. Quedlinburg – Leipzig: Gottfr. Basse (Hathitrust)
- 1823: The Entail: or The Lairds of Grippy. 3 Bände. Edinburgh: William Blackwood / London: T. Cadell (Google: Band I – Band II – Band III)
  - Amerikanische Ausgabe in zwei Bänden 1823. New York: James & John Harper (Google: Band I – Band II)
  - Neuausgabe in einem Band 1850: The Entail. A New Edition. Edinburgh: William Blackwood and Sons (Google)
  - Neuausgabe in zwei Bänden 1895: The Entail or The Lairds of Grippy. With Introduction by S.R. Crockett. Illustrations by John Wallace. 2 Bände. Edinburgh: William Blackwood and Sons (Hathitrust: Band I – Band II)
- 1823: The Gathering of the West; or, We're Come to See the King
  - Neuausgabe 1939: The Gathering of the West. Edited with an Introductory Essay and a Glossary by Bradford Allen Booth. Baltimore: Johns Hopkins Press (Hathitrust)
- 1823: Ringan Gilhaize; or, The Covenanters. 3 Bände. Edinburgh: Oliver & Boyd (Google: Band I – Band II – Band III)
- 1824 (anonym): Rothelan; A Romance of the English Histories. 3 Bände. Edinburgh: Oliver & Boyd / London: Geo. B. Whittaker (Google: Band I – Band II – Band III)
  - Deutsche Ausgabe 1826: Rothelan. Ein geschichtlicher Roman aus dem vierzehnten Jahrhundert. Aus dem Englischen übertragen von C.v.S. 3 Bände. Quedlinburg – Leipzig: Gottfr. Basse (Hathitrust: Band I – Band II – Band III)
- 1823: The Spaewife; A Tale of the Scottish Chronicles. 3 Bände. Edinburgh: Oliver & Boyd / London: G. & W.B. Whittaker (Google: Band I – Band II – Band III)
  - Amerikanische Ausgabe 1824. Philadelphia: H.C. Carey & I. Lea, A. Small usw. (Google: Band I – Band II)
- 1825 (anonym): The Omen. Edinburgh: William Blackwood (Google)
- 1826: The Last of the Lairds: or, The Life and Opinions of Malachi Mailings, Esq. of Auldbiggins. Edinburgh: William Blackwood / London: T. Cadell (Google)
- 1830: Lawrie Todd; or, The Settlers in the Woods. 3 Bände. London: Henry Colburn and Richard Bentley (Google: Band I – Band II – Band III)
- 1830: Southennan. 3 Bände. Edinburgh: Henry Colburn and Richard Bentley (Google: Band I – Band II – Band III)
- 1832: Bogle Corbet; or, The Emigrants. 3 Bände. London: Henry Colburn and Richard Bentley (Google: Band I  –Band II – Band III)
- 1832: Stanley Buxton; or, The Schoolfellows. 3 Bände. London: Henry Colburn and Richard Bentley (Google: Band I–  Band II – Band III)
  - Amerikanische Ausgabe in zwei Bänden 1833. Philadelphia: E.L. Carey & A. Hart (Google: Band I – Band II)
- 1832 (anonym): The Provost. Edinburgh: William Blackwood / London: T. Cadell (Google)
  - Neuausgabe (jetzt unter Galt's Namen) 1842: The Provost, and Other Tales. A New Edition. Edinburgh: William Blackwood and Sons (Google)
- 1833: Eben Erskine; or, The Traveller. 3 Bände. London: Richard Bentley (Google: Band I – Band II – Band III)
- 1833: The Stolen Child. A Tale of the Town, Founded on a Certain Interesting Fact. London: Smith, Elder & Co. (Google)
- 1833: Stories of the Study. 3 Bände. London: Cochrane and McCrone (Google: Band I – Band II – Band III)
- 1834: A Contribution to the Greenock Calamity Fund. Greenock: Privatdruck

### Poesie und Drama
- 1804: The Battle of Largs: A Gothic Poem, With Several Miscellaneous Pieces. London: S. Highley [das Gedicht behandelt die Schlacht von Largs]
- 1812: The Tragedies of Maddelen, Agamemnon, Lady Macbeth, Antonia & Clytemnestra. London: Cadell and Davies (Google)
- 1814: The Masquerade, A Comedy. In Five Acts. London (Hathitrust)
- 1818: The Appeal: A Tragedy, in Three Acts. Edinburgh: Archibald Constable
- 1833: Poems. London: Cochrane and M‘Crone (Google)
  - Moderne Neuausgabe: Poems of John Galt. Hg. George Henry Needler. London: Burns & MacEachern 1954
- 1835 (anonym): Efforts. By an Invalid. London: James Fraser (Google)
- 1839: The Demon of Destiny; and Other Poems. Greenock: W. Johnston and Son (Google)

### Lehrbücher und Erbauliches (als "Rev. T. Clark")
- 1823: Modern Geography & History, Containing an Account of the Present State of the Kingdoms of the World (…). For the Use of Schools. London: J. Souter (Google)
- 1823: The English Mother's Catechism for Her Children: Containing Those Things Most Necessary to be Known at an Early Age. Illustrated by 100 Engravings. Intended to Follow the English Primer. London: J. Souter (Google)

### Verschiedenes
- 1824: The Bachelor's Wife; A Selection of Curious and Interesting Extracts, with Cursory Observations. Edinburgh: Oliver & Boyd / London: G. & W.B. Whittaker (Google)
- 1833: Ouranoulogos; or The Celestial Volume. Illustrated by John Martin. London: T. Cadell (Google)